# Binangun (Karangkobar)
Binangun is een bestuurslaag in het regentschap Banjarnegara van de provincie Midden-Java, Indonesië. Binangun telt 2544 inwoners (volkstelling 2010).